# Синеклиза
Синеклиза у геологији је блага изометрична или елипсоидна депресија на платформи са пречником већим од 1000 км. У синеклизама је наталожена велика дебљина седимената а одликују се центриклиналним падом и неретко степеничастом грађом на крилима. 
Примери синеклиза су Московска синеклиза и Прикаспијска синеклиза.